# Percalina
La percalina es un tipo de forro usado principalmente para la encuadernación y su función es evitar el deterioro del cartón de las tapas. La percalina puede ser de diferentes colores, tiene un lado de tela y otro con brillo, el de tela es donde se introduce la cola para adherirla al cartón y el con brillo es donde se estampa la cubierta del libro. Es usado también para cubrir mesas de billar. 
- Datos: Q6072097